# Castellane
 Castellane  (en occitano Castelana) es una población y comuna francesa, situada en la región de Provenza-Alpes-Costa Azul, departamento de Alpes de Alta Provenza, en el distrito de Castellane y cantón de Castellane.

## Demografía
| 1202 | 1181 | 1234 | 1383 | 1349 | 1508 |
| Para los censos de 1962 a 1999 la población legal corresponde a la población sin duplicidades (Fuente: INSEE [Consultar]) |      |      |      |      |      |

Es la subprefectura con menos habitantes de Francia.